# Pont a Santa Eulàlia de Riuprimer
Pont a Santa Eulàlia de Riuprimer és una obra de Santa Eulàlia de Riuprimer (Osona) inclosa a l'Inventari del Patrimoni Arquitectònic de Catalunya.

## Descripció
Pont d'un sol arc, tot de pedra. Avui en di aestà recobert de cimen i eixamplat. Passa per sobre del riu Meder, afluent per la dreta del Ter.

## Història
...Encara podríem detallar molts altres petits ponts, molts d'ells modificats o totalment transformats, tot i ser antic, com el pont del Ges a Torelló, el de santa Eulàlia de RiuPrimer.... (A.PLadevall)